# 泥鏢鱸
泥鏢鱸為輻鰭魚綱鱸形目鱸亞目河鱸科的其中一種，分布於美國密西西比河流域，體長可達7.1公分，棲息在流速緩慢的溪流、池塘、沼澤，屬肉食性，以水生昆蟲為食。